# Rührberg (Korntal-Münchingen)
Rührberg ist ein Wohngebiet im Südosten des zur Stadt Korntal-Münchingen gehörenden Stadtteils Münchingen in Baden-Württemberg. Das Wohngebiet Rührberg besteht seit 1967.
Im Laufe der letzten Jahre entstand im Gebiet Rührberg ein großes Neubaugebiet inklusive des neuen Haltepunkts "Münchingen Rührberg" der Strohgäubahn. Der Verkehrsverbund Stuttgart versprach sich von der Einrichtung des Haltepunkts einige hundert zusätzliche Fahrgäste pro Tag.
Gleichzeitig mit der Bebauung entstand der Kindergarten Rührberg sowie ein Kinderspielplatz.
Koordinaten: 48° 51′ 3,2″ N, 9° 5′ 49,1″ O